# たたら祭り
たたら祭りは、埼玉県川口市で毎年8月頃に開催される夏祭りである。

## 概要
たたら祭りが始まる以前、川口市では商業祭りや地域の祭りはあったが全市こぞっての祭りがなく「市民全員が参加できる祭りを」と、当時別々に行われていた「キューポラまつり」・「商業まつり」・「青年祭り」などもひとつにして誕生したのが「たたら祭り」である。
第1回は、1979年10月7日に同市本町にある本町大通りで開催されたが、祭り当日は台風のため途中で中止となった。1980年（第2回）から1982年（第4回）まで会場を同市西青木4丁目にある青木町公園で行われ、1983年（第5回）から会場を川口オートレース場に移った。
2019年（第41回）では、川口オートレース場の一部施設の耐震不足による閉鎖に伴い会場を同市上青木3丁目にあるSKIPシティに移し猛暑の影響を避けるため8月31日・9月1日に開催された。
2020年・2021年は、東京2020オリンピック・パラリンピック競技大会の開催時期と重なるため開催中止となった。
2022年からは、再び川口オートレース場で開催された。